# Chintalgera, Bidar
Chintalgera là một làng thuộc tehsil Bidar, huyện Bidar, bang Karnataka, Ấn Độ.